# Fazantspoorkoekoek
De fazantspoorkoekoek (Centropus phasianinus) is een koekoek die net als de andere spoorkoekoeken geen broedparasiet is, maar zelf een nest bouwt en de eigen eieren uitbroedt. Deze soort komt voor in Australië en Nieuw-Guinea.

## Beschrijving
De fazantspoorkoekoek is een grote koekoek. Deze soort wordt inclusief staart 51 tot 66 centimeter. Het verenkleed verschilt sterk van dat van de andere spoorkoekoeken. Hij lijkt sterk op een fazantvrouwtje, door zijn lange staart en korte poten en verenkleed dat overwegend kastanjebruin is met afwisselend lichtbruine en zwarte strepen.

## Verspreiding en leefgebied
De fazantspoorkoekoek komt voor in het noorden van Australië van West-Australië in een brede zone door het Noordelijk Territorium en Queensland en vervolgens langs de oostkust tot het noorden van New South Wales. Verder in het oosten van Nieuw-Guinea, voornamelijk in Papoea-Nieuw-Guinea tot op de D'Entrecasteaux-eilanden.
De soort telt zes ondersoorten:
- C. p. mui: Timor.
- C. p. propinquus: noordelijk Nieuw-Guinea.
- C. p. nigricans: zuidoostelijk Nieuw-Guinea en de nabijgelegen eilanden.
- C. p. thierfelderi: zuidelijk Nieuw-Guinea en de eilanden in de Straat Torres.
- C. p. melanurus: noordelijk en noordwestelijk Australië.
- C. p. phasianinus: oostelijk Australië.

Het is een algemene vogel van gebieden met moerasbos, mangrove, natte heide, secondair bos, struikgewas langs waterlopen, suikerrietplantages en tuinen. De fazantspoorkoekoek komt in Nieuw-Guinea voor tot op een hoogte van 1500 m boven de zeespiegel.

## Status
De fazantspoorkoekoekheeft een groot verspreidingsgebied en daardoor alleen al is de kans op uitsterven gering. De grootte van de populatie is niet gekwantificeerd. Er zijn aanwijzingen dat de vogel in aantal stabiel blijft, daarom staat deze spoorkoekoek als niet bedreigd op de Rode Lijst van de IUCN.

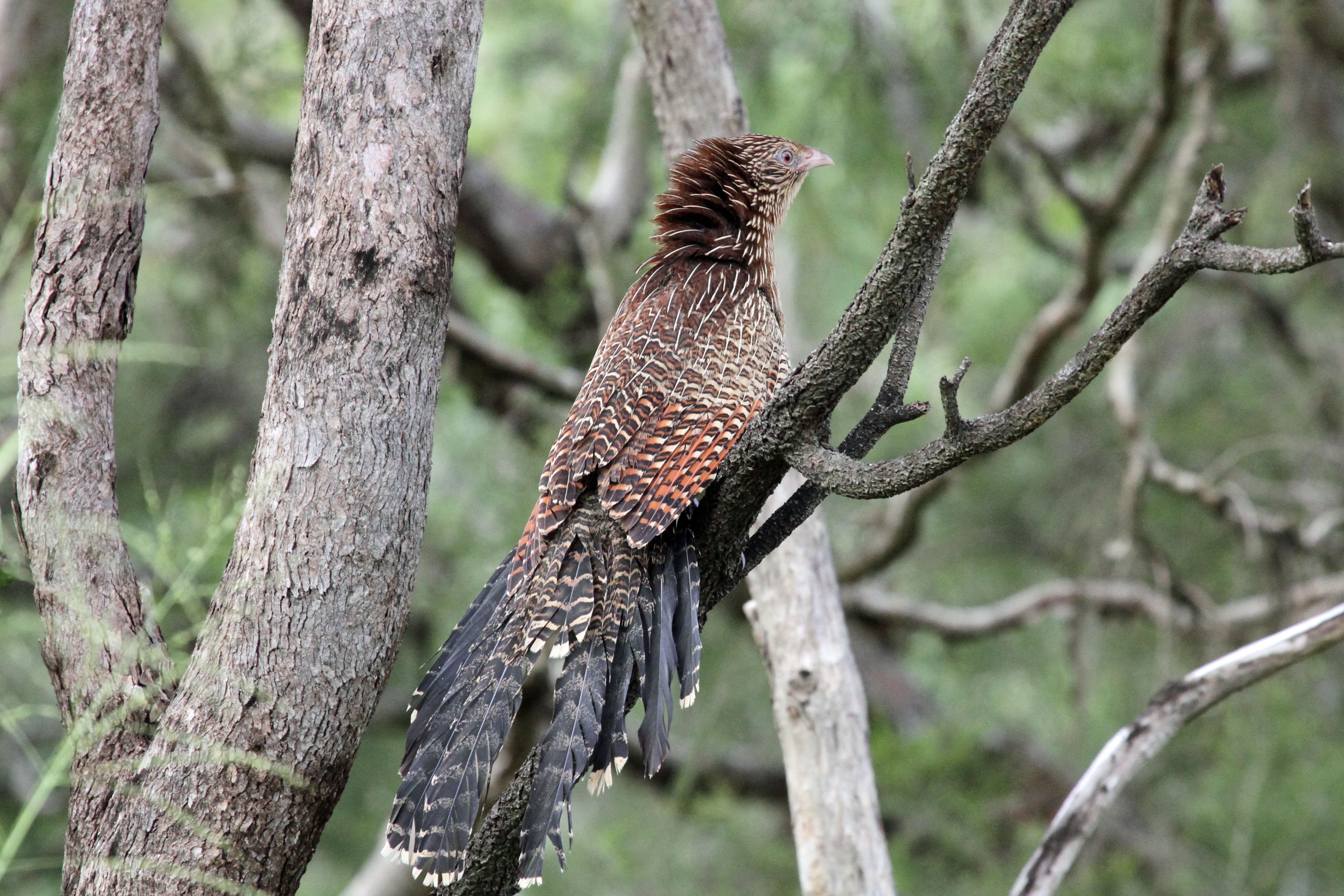
Foto uit Queensland (Cape York)